# Leônidas (football, 1975)
Pour les articles homonymes, voir Léonidas (homonymie).
Leônidas Ferreira de Paula Júnior, plus connu sous le nom de Leônidas, né le 23 février 1975 à Jussara dans l'État de Goiás, est un footballeur brésilien, qui jouait au poste d’attaquant.

## Biographie

### En club
Né à Goiânia, Leonidas commence sa carrière au Corinthians Alagoano lors du Campeonato Alagoano 1993, avant de rejoindre le Grêmio l’année suivante. Il passe ensuite par le Corinthians, puis s’installe en Russie en 1996 pour jouer avec le  CSKA Moscou.
Leonidas devient le premier Brésilien à représenter le CSKA. Il fait ses débuts le 3 août 1996, marquant directement sur coup franc lors d’un match nul 1-1 face à l'Oural Iekaterinbourg. Il évolue aux côtés de son compatriote Leandro Samarone (en), inscrit six buts en neuf matchs de championnat, et dispute également quatre matchs de Coupe UEFA 1996–1997, lors d’une saison marquée par de nombreuses petites blessures. Après un bref passage à l’Atlético Paranaense, il est recruté par Aleksandr Tarkhanov au Torpedo Moscou en 1997. Il y marque un but en trois matchs avant de subir une grave blessure qui met fin à sa saison.
En 2011, le traducteur Andrew Tarasov revient sur cette période dans une interview : « Leonidas était une personne capricieuse – le premier étranger qu’ils avaient. Il est arrivé en pensant qu’il serait un roi ici, que les Russes ne savaient pas jouer au football, que lui seul savait. Mais quand il a vu de ses propres yeux qu’il y avait d’autres bons joueurs en Russie et qu’il n’était qu’un parmi d’autres, cette découverte l’a contrarié et découragé. Au moindre contact physique, il se plaignait. De plus, la vie à Moscou en 1996 était très difficile pour lui : peu de supermarchés, ce qu’il aimait. Il semblait penser que tout en Russie était mauvais. Et lorsqu’un joueur n’arrive pas à s’adapter sur le terrain, cela se répercute naturellement sur la vie quotidienne ».
Libéré par le Torpedo, il retourne au Brésil et à Corinthians Alagoano, mais n’y reste que quelques mois avant de signer au SL Benfica en juillet 1997. Il fait ses débuts le 13 septembre lors d’un match nul à domicile contre l’Académica de Coimbra, remplaçant Jorge Soares à la mi-temps. Ne parvenant pas à convaincre, il joue son dernier match le 21 décembre, déjà sous les ordres de Graeme Souness, puis quitte le club lors du mercato pour rejoindre l'Arsenal Tula.
Son deuxième passage en Russie est de courte durée : il dispute seulement six matchs en 1998. En 2000–2001, il rejoint le PFC Levski Sofia, disputant trois matchs européens lors des tours préliminaires de la Ligue des champions : deux contre le F91 Dudelange et un contre le Beşiktaş.
Son dernier club connu est le Novo Hamburgo en 2003. Il dispute également un match avec le Novo Horizonte (en) en Copa do Brasil 2004.

## Palmarès
Corinthians
- Copa do Brasil :
  - Vainqueur : 1995.